# Psila
Genre
Psila est un genre d'insectes diptères du sous-ordre des Brachycera (les brachycères sont des mouches muscoïdes aux antennes courtes) et de la famille des Psilidae.

## Liste des espèces
- Psila angustata
- Psila atrata
- Psila bivittata
- Psila collaris
- Psila dimidiata
- Psila fallax
- Psila fimetaria
- Psila frontalis
- Psila lateralis
- Psila levis
- Psila merdaria
- Psila microcera
- Psila nigricornis
- Psila perpolita
- Psila rosae - la mouche de la carotte
- Psila sternalis
- Psila washingtona